# Козіцин Микола Іванович
Козі́цин Мико́ла Іва́нович (нар. 20 червня 1956, Дзержинськ, СРСР) — російський військово-політичний діяч, генерал армії козачих військ, отаман Міжнародного союзу громадських об'єднань «Всевелике військо Донське». У 2014 році — активний учасник російської інтервенції в Україну.

## Життєпис
Микола Козіцин народився у місті Дзержинськ (зараз - Торецьк), що на Донеччині. За одними даними, протягом шести років працював наглядачем в зоні УЧ-398/14, звідки був звільнений у 1985 році за статтею 46, п. «ж» — «за дії, що дискредитують звання військовослужбовця»; за іншими — закінчив школу МВД та курси при Лабораторії випробування матеріалів у Харкові, працював майстром та старшим майстром з електродугового зварювання у Ленінграді, Москві та Новочеркаську. У 1988 році став головою будівельного кооперативу.
У козачому русі з 1990 року. У 1992 році брав участь у військовому конфлікті в Придністров'ї. Наступного року був обраний військовим отаманом Союзу козаків області Війська Донського, брав участь у грузино-абхазькому конфлікті. У 1994 році Козіцина обрали отаманом Всевеликого Війська Донського. Того ж року він уклав з Джохаром Дудаєвим «Договір про дружбу та співробітництво між Великим Військом Донським та Чеченською республікою Ічкерія» (рос. Договор о дружбе и сотрудничестве между Всевеликим Войском Донским и Чеченской республикой Ичкерия), чим викликав вкрай негативну реакцію з боку Союзу козаків Росії та терського козацтва. Трапляється інформація, що в роки Першої Чеченської війни завдяки стосункам Козіцина та Дудаєва з чеченського полону було звільнено близько 1000 російських солдат, однак за словами самого Козіцина ця цифра значно менша — 138. У 1996 році на противагу «козіцинським» козакам, яких ніби-то підтримувала Комуністична партія РФ, було створено ще одну організацію з такою ж назвою на чолі з В'ячеславом Хижняковим, що була лояльною до російської влади.
Під час війни між силами НАТО та Югославією у 1999 році Козіцин зустрічався зі Слободаном Милошевичем, з яким вів переговори від імені Донського козацтва. До Белграду він приїхав у складі делегації громадських організацій Росії.
У 2003 році балотувався до Держдуми РФ по одномандатному виборчому округу № 148.

### Війна в Україні
Під час війни на сході України у 2014 році нереєстрове козацтво на чолі з Козіциним активно підтримувало проросійські сили. За деякими даними в Україні перебувало 3-4 тисячі бійців, що контролювали Сєвєродонецьк, Лисичанськ, Антрацит, Красний Луч, Свердловськ та Алчевськ. Втім, між ними та представниками ДНР та ЛНР неодноразово виникали серйозні непорозуміння. Наприкінці травня козацькі війська та угрупування Валерія Болотова не поділили зброю, 9 червня розвідка ЛНР запідозрила козаків у зраді, а тиждень потому все той же Болотов звинуватив «козіцинських» бійців у пограбуваннях та мародерстві. Займались збором т. зв. «десятини» із підприємців. Невисокої думки про них був і «міністр оборони ДНР» Ігор Стрєлков, назвавши козаків «ряженими покидьками та мародерами». 25 червня Козіцин повідомив, що представники МСГО «Всевелике військо Донське» утримують у заручниках членів місії ОБСЄ, що зникли на території України наприкінці травня. Ходили чутки про проголошення т. зв. Козачої народної республіки.
17 липня, після катастрофи пасажирського літака Boeing 777, що був збитий над територією Донецької області, СБУ оприлюднила перехоплення телефонних розмов бойовиків та їх кураторів щодо трагедії, у яких фігурував і Козіцин. Козаки Козіцина 27-28 листопада 2014 р. вступили у бої із іншими угрупованнями колабораціоністів за контроль над Антрацитом та довколишніми населеними пунктами ЛНР (зокрема в Красному Лучі). В ході боїв загинули комендант колабораціоністичних сил Антрацита В. Пінежанін та начальник козачого штабу М. Коваль. З'являлися повідомлення про загибель Козіцина, які були спростовані відеозверненням самого отамана, який заявив, що перебуває у «відпустці». Після цього він перебрався на терени РФ.
За даними інших джерел — був викрадений в Антрациті російськими спецслужбами і таємно вивезений в Росію. При його викраденні були застрілені два його охоронці.

### Повідомлення про смерть
7 липня 2017 року у соціальних мережах поширилося повідомлення про смерть Миколи Козіцина у Москві від раку. Офіційного підтвердження опубліковано не було.

## Нагороди
Нагороджений великою кількістю орденів та медалей, більшість з яких є неофіційними нагородами, затвердженими Академією проблем безпеки, оборони та правопорядку: Орден Петра Великого, Орден Адмірала Кузнєцова, Орден Святого Князя Олександра Невського та інші. Рішенням суду ГО АБОП було ліквідовано та прийнято рішення про конфіскацію усіх виданих нагород. Крім того, у 2005 році представник Міністерства оборони Росії заперечив, що Козіцин коли-небудь нагороджувався відзнаками цього відомства. У 2008 році Козіцин став кавалером ордена Червоної Зірки, що був затверджений Об'єднання вищих офіцерів ФСБ, МВД та ЗС, однак ця нагорода є недержавною і не має жодного стосунку до однойменного ордена часів СРСР. Крім того, інтернет-ресурс «Всевеликого війська Донського» повідомляє про те, що Микола Козіцин має ступінь доктора економічних наук, однак жодного підтвердження цьому факту немає. Як і невідомо, яким чином йому вдалося здобути титул князя та лицаря Мальтійського ордену.
- Орден «За заслуги» (Інгушетія)

## Санкції
Козіцин Микола Іванович за командування сепаратистами на сході України, які воювали проти українських урядових сил доданий до санкційних списків різних країн.